# 巴拉诺维奇
巴拉諾維奇（羅馬化：Baranavičy，發音：[baˈranavʲitʂɨ] ⓘ，羅馬化：Baranovichi，發音：[bɐˈranəvʲɪtɕɪ]）是白俄罗斯西部布列斯特州巴拉諾維奇區内的城市及该区的行政中心，人口约173,000人。该市是重要的铁路枢纽。巴拉诺维奇国立大学位于该市。

## 历史

### 早期
在17世紀下半葉，巴拉諾維奇是耶穌會傳教士的所在地。在第三次瓜分波蘭之前，該村在行政上屬於諾臥格羅德克省。在19世紀，它屬於新格魯多克州。

## 來源
1. ↑  民政部地名研究所 (编). . . 北京: 中国社会出版社: 239. 2017-05. ISBN 978-7-5087-5525-0. OCLC 1121629943. OL 28272719M. NLC 009152391.（简体中文）